# Marie Purvis
Marie Purvis, verh. Morgan, (* 24. September 1961 in Manchester) ist eine ehemalige englische Radrennfahrerin.
Marie Purvis wurde in Manchester geboren; als sie zwölf Jahre alt war, zog ihre Familie auf Isle of Man. Dort begann sie mit Leichtathletik und gewann mehrere regionale Titel. Im Alter von 19 Jahren verletzte sie sich und gab jeglichen Sport auf. 1987, im Alter von 26 Jahren, begann sie mit dem Radsport, weil sie sich nicht fit fühlte, und blieb auch dabei, obwohl sie schon in den ersten Wochen des Trainings von einem Auto angefahren wurde. Inzwischen war sie zudem mit einer der besten Radsportler der Insel, John Purvis, verheiratet, der bei den Commonwealth Games 1978 Vierter im Straßenrennen geworden war.
Purvis entwickelte sich zu einer der besten britischen Radsportlerinnen der 1990er Jahre. 1990 startete sie bei den Commonwealth Games im neuseeländischen Auckland im Straßenrennen, belegte aber zu ihrer eigenen großen Enttäuschung nur Platz 24. Im selben Jahr wurde sie erstmals britische Straßen-Meisterin, ein Erfolg, den sie in den Jahren 1991, 1992, 1993 und 1995 wiederholen konnte. 1994 wurde sie Vierte im Straßenrennen der Commonwealth Games und gewann  als erste Frau in 40 Jahren das traditionsreiche Straßenrennen Willaston Handicap.
1995 wechselte sie erstmals auf die Bahn und stellte am 10. März dieses Jahres einen neuen britischen Stundenrekord auf im Manchester Velodrome auf. Sie verbesserte den bestehenden Rekord von Mandy Jones aus dem Jahre 1981 um zwei auf 43,492 Kilometer.
Zweimal startete Marie Purvis bei Olympischen Spielen im Straßenrennen: 1992 in Barcelona belegte sie Platz 24 und 1996 in Atlanta Platz elf. 1993 war Purvis die erste Britin, die eine Etappe der Grande Boucle Féminine gewann, 1995 gelang ihr das erneut. 1993 wurde sie zudem Sechste in der Gesamtwertung.
1996 trat Purvis vom Leistungsradsport zurück. Seitdem ist sie als Langstreckenläuferin aktiv. Zudem nahm sie erfolgreich an Mountainbike-Jedermannrennen teil. 2014 war sie Team Isle of Man Commonwealth Games Ambassador. Beruflich ist sie als Trainerin tätig.

## Erfolge
1990
- Britische Meisterin – Straßenrennen

1991
- Britische Meisterin – Straßenrennen

1992
- Britische Meisterin – Straßenrennen

1993
- Britische Meisterin – Straßenrennen

1995
- Britische Meisterin – Straßenrennen